# Лулли, Фолько
Фо́лько Лу́лли (итал. Folco Lulli; 3 июля 1912, Флоренция — 23 мая 1970, Рим) — итальянский киноактёр, режиссёр-постановщик, сценарист.

## Биография
Брат актёра Пьеро Лулли (1923—1991). Служил в армии, работал медиком, представителем фармацевтической фирмы.
Участник Второй мировой войны. Принимал участие в движении итальянского Сопротивления, сражался в Абиссинии, с сентября 1943 года — в рядах итальянских партизан, так называемых «синих бригад» во главе с «Маури». Занимал важные посты в Первой Альпийской партизанской бригаде в составе Альпийской дивизии «Monte Ortigara». Попал в плен к фашистам и был депортирован в Германию. После окончания войны Фолько Люлли удалось бежать из лагеря[уточнить] и вернуться в Италию.
Дебютировал в 1946 году в фильмах режиссёра Альберто Латтуада «Бандит» и Карло Людовико Брагаглиа «La primula bianca».
Снимался в фильмах итальянских и французских режиссёров — Марио Камерини, Джузеппе Де Сантиса, Марио Солдати, Марио Моничелли, Анри-Жоржа Клузо, Андре Кайата, Клода Отан-Лара и других.
За свою карьеру в кино с 1946 по 1970 год снялся в 104 фильмах. Признан итальянскими кинокритиками одним из лучших актёров Италии 1950—1960-х годов.
В 1967 году выступил как режиссёр-постановщик, сценарист и исполнитель главной роли в фильме «Люди чести».
Умер от инфаркта.

## Фильмография
- 1946 — Бандит / Il Bandito — Андреа
- 1947 — Как я проиграл войну / Come persi la guerra — немецкий чиновник
- 1947 — Трагическая охота — фермер
- 1947 — Преступление Джованни Эпископо / Il Delitto di Giovanni Episcopo
- 1947 — Перевозчик / Il Passatore
- 1947 — Капитанская дочка — Зулай (нет в титрах)
- 1947 — Белая примула / La primula bianca
- 1947 — Пуля для Стефано / Il Passatore — монах
- 1948 — Без жалости / Senza pietà — Джакомо
- 1948 — Побег во Францию / Fuga in Francia — Риккардо Торре
- 1948 — Герой улицы / L’eroe della strada — начальник рабочих
- 1949 — Тото ищет квартиру / Totò cerca casa — Турко
- 1949 — Как я открыл Америку / Come scopersi l’America — Синьоротто
- 1949 — Ночь млавы / Al diavolo la celebrità — Рамирез
- 1950 — Ястреб Нила / Lo sparviero del Nilo — Ибрагим
- 1950 — Огни варьете — любовник Лилианы
- 1950 — Нет мира под оливами — Бонфильо, пастух
- 1951 — Любовь и кровь / Amore e sangue — Пьетро
- 1951 — Ничьи дети / I figli di nessuno — Ансельмо
- 1952 — Прежние времена / Altri tempi
- 1952 — Вина матери / La colpa di una madre — Энрико
- 1953 — Плата за страх — Луиджи
- 1954 — Граф Монте-Кристо — Джакопо, бывший контрабандист, затем — дворецкий графа Монте-Кристо
- 1954 — Неаполитанская карусель / Carosello napoletano
- 1954 — Маддалена / Maddalena — Доменико, пастух
- 1954 — Воздух Парижа / L’air de Paris — Анджело Поси
- 1955 — Парус судьбы / Fortune carrée
- 1956 — Мы все нужны / Todos somos necesarios — Вор
- 1957 — Око за око / Oeil pour oeil — Бортак
- 1958 — Пушечная серенада / Kanonenserenade
- 1958 — Поликушка / Polikuschka — Поликушка
- 1959  — Под знаком Рима | Nel segno di Roma (Германия, Италия, Франция, Югославия)
- 1959  — Волки в пропасти / Lupi nell’abisso — Ностромо
- 1959  — Большая война — Бордин
- 1960  — Татарская царица / La Regina dei tartari — Игорь
- 1960  — Под десятью флагами / Sotto dieci bandiere — Пако
- 1960  — Королева Амазонии / La regina delle Amazzoni
- 1960  — Эсфирь и царь/ Ester e il re — Тобиа, оружейник
- 1961  — Татары – хан татар «Тогрул» (Бату)
- 1961  — Похищение сабинянок / L' Enlèvement des Sabines — Титус Татиус
- 1961  — Вторженцы / Gli Invasi
- 1962  — Ла Файетт / La Fayette — Лебусье
- 1962  — Самый короткий день /Il Giorno più corto
- 1963  — Товарищи / Il Compagni — Паутассо
- 1963  — Знак Зорро / Il Segno di Zorro — Хосе
- 1964  — ФБР. Операция Баальбек / F.B.I. operazione Baalbeck — Джон Вольпи
- 1964  — Парии славы / Les parias de la gloire
- 1965  — Чёрный юмор / Umorismo in nero
- 1965  — Сказочное приключение Марко Поло / La Fabuleuse aventure de Marco Polo
- 1966  — Убийца с шёлковым шарфом / Der Mörder mit dem Seidenschal
- 1966  — Ресторан господина Септима — президент Новалес
- 1966  — Армия Бранкалеоне / Armata Brancaleone — Пекоро
- 1968  — Стреляй, Гринго, стреляй / L' The Longest Hunt — Дон Эрнандо Гутьеррес
- 1969  — Золотая вдова / Une veuve en or — секретарь в корпорации «Убийство»
- 1969  — Эрос и Танатос / Eros e Thanatos
- 1970 — Трое мужчин на лошади
- 1970 — Топор / Baltagul — пастух Богза

## Награды
- 1963 — Премия «Серебряная лента» (за роль Паутассо в фильме Марио Моничелли «Товарищи»)